# كوك أوف (فلم)
كوك أوف (بالإنجليزية: Cook Off)، هُو فيلم كوميديا رومانسية زيمبابوي صدر سنة 2017، وأخرجه Tomas Brickhill. الفيلم من بطولة كُل من تيندايش تشيتيما وفونغاي ماجايا وTehn Diamond.

## روابط خارجية
- كوك أوف على موقع IMDb (الإنجليزية)
- كوك أوف على موقع نتفليكس (الإنجليزية)
- كوك أوف على موقع فيلمافينيتي (الإسبانية)
- كوك أوف على موقع قاعدة بيانات الفيلم (الإنجليزية)
- كوك أوف على موقع ليتربوكسد (الإنجليزية)